# Gonomyia (Leiponeura) subtribulator
Gonomyia (Leiponeura) subtribulator is een tweevleugelige uit de familie steltmuggen (Limoniidae). De soort komt voor in het Neotropisch gebied.